# PE2
PE2（個人編輯器2）為1980年IBM出產，於PC-DOS或MS-DOS電腦系統適用的個人文書編輯商業軟體。它的特點是由幕後操作，全螢幕編輯，可同時開啟四個視窗與20個文字檔，並在視窗與文字檔間進行切換做文字編輯。
雖該軟體文字輸入上有許多限制與不友善，使用鍵盤操控游標（無法使用滑鼠）且編輯指令繁多。不過因操作簡易、容易入門且可自定功能鍵，因此於1980年代的DOS環境下，頗受歡迎。事實上，該「個人編輯器」的文書輸入軟體有許多版本，如PE，PE2或目標成為程式設計環境增加內建指令的PE3等等，不過以PE2版本最為著名。
1980年代的台灣，因為PE2可以與正體中文字體相容，且可輕易結合倚天、倉頡等當時的中文系統共同於個人電腦工作，因此PE2是1980年代台灣個人DOS環境下最為風行的文字編輯軟體。不但如此，之後還出版了各種不同的仿效軟體，功能各有其加強之處，如慧星一號、漢書等。
在1980年代的中国大陆，PE2是联想汉卡配套的一个字处理编辑软件，因联想汉卡实现了在EGA（640*480）的分辨率下显示28行，其中25行为屏幕内容，3行提示行，其他软汉化的软件支持显示不好，而英文软件又不能支持汉字，所以PE2也十分流行，在当年的《联想世界》上还有多篇文章讨论过PE2的应用问题。
一組典型的PE2應包括PE2.EXE（主程式檔）、PE2.HLP（求助文字檔）、PE2.PRO（定義與巨集檔）。當時PE2的巨集寫作成為擴充PE2的必要知識。PE3的巨集檔甚至加入呼叫外部編譯器的能力。部分仿製品如漢書，它的巨集能力已經可以作為Script用途使用。

## 衍生軟體
DW2
約1980年代末期螢圃公司發行，未經原出版者IBM授權，以PE2原本的執行檔，修補其執行檔，使其更適應BIG5碼的編輯環境，並改名為DW2。